# Paradelphomyia morelosensis
Paradelphomyia morelosensis är en tvåvingeart som först beskrevs av Alexander 1946.  Paradelphomyia morelosensis ingår i släktet Paradelphomyia och familjen småharkrankar. Inga underarter finns listade i Catalogue of Life.